# Edgard Combes
Pour les articles homonymes, voir Combes.
Edgard Combes, né à Pons (Charente-Maritime) le 10 août 1864 et mort à Versailles le 10 avril 1907, est un haut fonctionnaire français.

## Biographie
Jean André Edgard Combes est le fils d'Angèle-Marie Dussaud et d'Émile Combes, alors professeur, futur maire de Pons (1875-1919), sénateur (1885-1921), ministre (1895-1896) et président du conseil (1902-1905). Élève de l'école communale de Pons puis du collège de Saintes, Edgard poursuit ses études au lycée de Poitiers, où il se lie d'amitié avec Adrien Papillaud, futur journaliste, avant d'être diplômé d'une licence de droit.
De 1886 à 1888, Edgard Combes est le chef de cabinet de plusieurs préfets. En décembre 1888, il est nommé sous-préfet de Castelnaudary (3e classe). Il est ensuite sous-préfet de Châtillon-sur-Seine de 1890 à 1893, puis secrétaire général de la préfecture d'Indre-et-Loire (2e classe) à partir de 1893. En 1895-1896, il est le chef de cabinet de son père, ministre de l'Instruction publique dans le gouvernement Bourgeois. Il est nommé sous-préfet de Lunéville (1re classe) en 1897 puis préfet de l'Allier en septembre 1900.
Le 11 juin 1902, lorsque son père prend la présidence du conseil, Edgard Combes obtient le poste de secrétaire général du ministère de l'Intérieur. Selon l'historien Bertrand Joly, c'est à ce titre qu'il serait le véritable promoteur du « combisme », ce régime jacobin et anticlérical caractérisé par une surveillance institutionnalisée des opposants cléricaux.

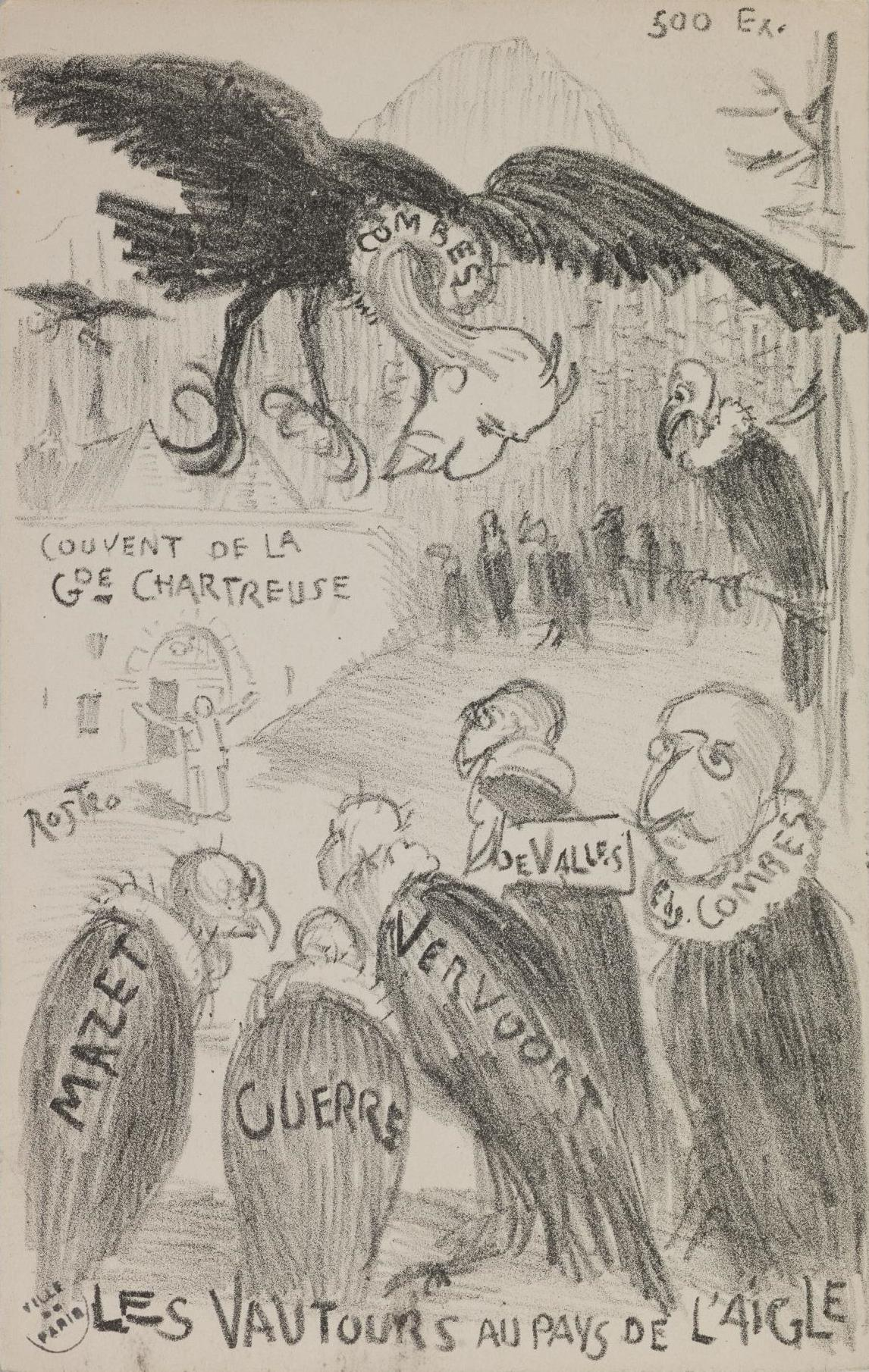
Les vautours au pays de l'aigle, caricature parue à l'époque de l'affaire. Edgar Combes est représenté tout à droite.

C'est également en tant que secrétaire général du ministère de l'Intérieur que son nom est mêlé à l'affaire du « million des Chartreux ». Edgard Combes est en effet accusé d'avoir voulu extorquer, par l'entremise de tierces personnes, de fortes sommes d'argent aux Chartreux en échange de l'autorisation de cette congrégation par les autorités. Cette accusation de chantage n'a pas été prouvée.
Nommé conseiller d’État en 1903, en remplacement d'Henry Marcel, Edgard Combes meurt le 10 avril 1907, des suites d'une opération de l'appendicite à Versailles, au domicile de son beau-père Stéphanus-Albert Jossier, ancien préfet et trésorier-payeur général de Seine-et-Oise. Il est inhumé le 14 avril dans le cimetière de sa commune natale, où le gouvernement est représenté par Albert Sarraut. Une stèle à sa mémoire, surmontée d'un buste sculpté par l'artiste rochelais Laurent (détruit pendant la Seconde Guerre mondiale), est inaugurée à Pons le 20 octobre, en présence de plusieurs personnalités politiques, dont le sénateur Auguste Delpech, président du comité exécutif du PRRRS.